# Пионерск (Иркутская область)

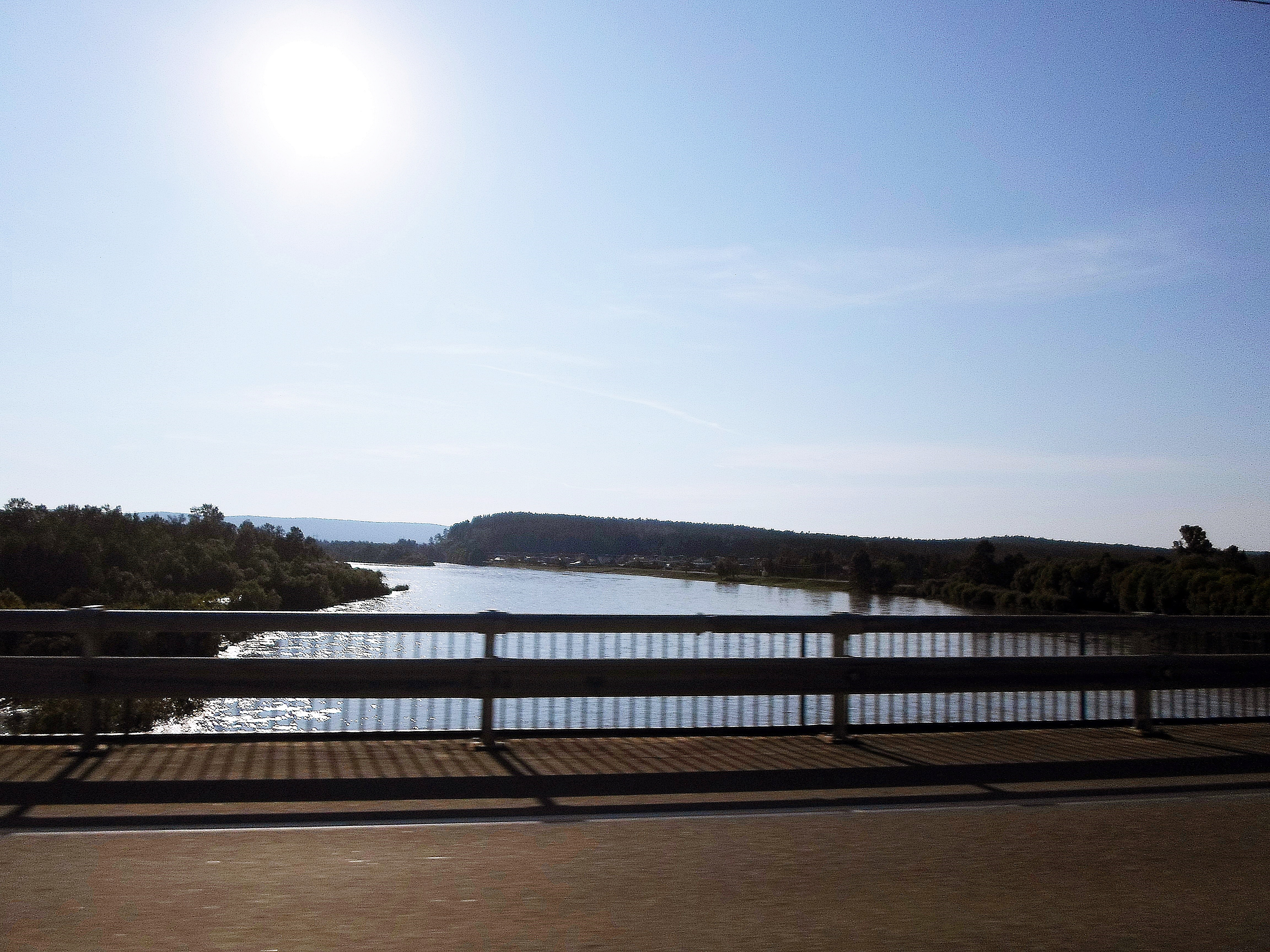
Река Иркут. Вид с моста федеральной автомагистрали Р255 (обход Иркутска). Вдали Пионерск

Пионе́рск — посёлок в Шелеховском районе Иркутской области. Входит в Баклашинское муниципальное образование.

## География
Находится на левом берегу Иркута, в 9 км к северо-западу по автодороге от центральной части села Баклаши, вверх по течению реки по западной стороне Обхода города Иркутска, связывающего автомагистрали «Сибирь» и «Байкал».

## История
Ранее сообщение с правым берегом было канатно-паромное. В настоящее время посёлок расположен вдоль новой федеральной трассы с мостом через Иркут. В прошлом основной вид деятельности жителей — сборка плотов спиленных елей, сосен из леспромхоза деревни Еловка с дальнейшим сплавом по Иркуту к деревообрабатывающим комбинатам. В связи с закрытием леспромхоза в Еловке надобность в Пионерске отпала. По берегам реки Иркут в районе посёлка в большом количестве произрастали кусты черёмухи. Местные жители занимались заготовкой ягод черёмухи для аптек. Также занимались заготовкой грибов и ловили рыбу.

## Население
| 2002 | 2010 | 2011 | 2012 |
| ---- | ---- | ---- | ---- |
| 39   | ↗71  | →71  | ↗81  |